# 波托诺沃·S·阿亚斯瓦米
波托诺沃·S·阿亚斯瓦米（英語：Portonovo S. Ayyaswamy，1942年3月21日-），印度裔美国机械工程师，美国費城宾夕法尼亚大学Asa Whitney动力工程教授，发明家。
他的研究方向为液滴和气泡的相变传热、传质、多相流、浮力驱动传输以及电离电弧等离子体传输，其研究成果应用于冷凝、燃烧、微电子封装以及微观与宏观生物系统。他于2014年获得马克斯·雅各布纪念奖。

## 生平

### 学术生涯
阿亚斯瓦米于1942年出生于印度班加羅爾，1975年成为美国公民。1962年，他在印度迈索尔大学获得工学学士学位。随后，他于1965年和1967年分别从哥伦比亚大学获得理学硕士和工学硕士学位。1971年，他获得加州大学洛杉矶分校机械工程博士学位。
1971年至1973年，他在加州大学洛杉矶分校担任博士后学者，从事沟槽表面毛细管流、大规模核反应堆安全和湍流边界理论的研究。之后，他于1974年底在宾夕法尼亚大学担任机械工程助理教授，现任Asa Whitney机械工程教授。

### 奖项与荣誉
阿亚斯瓦米的研究成果曾多次获奖。他获得的国内外奖项和荣誉包括2007年美國機械工程師學會（ASME）伍斯特·里德·华纳奖章、ASME国际传热纪念奖（2001）、印第安人组织理事会奖（1999）、ASME杰出教师顾问奖、美国航空航天学会（AIAA）年度航空航天专业人员奖（1997）。
他是NASA空间站小组成员（2005）、ASME会士（1990）和加州大學柏克萊分校机械工程系客座教授（2000）。
阿亚斯瓦米还获得过多个教学奖项，包括林德拜克奖和里德·沃伦杰出教学奖。

## 部分著作
- 萨达尔、萨特温达尔、P·S·阿亚斯瓦米、雅各布·N·钟.《液滴和气泡的传输现象》[a].施普林格, 1997; 2012.

文章
- P·S·阿亚斯瓦米、I·凯顿、D·K·爱德华兹.《三角形凹槽中的毛细管流》[b].ASME机械应用期刊.41.2 (1974): 248–265.
- 凯顿、埃文、P·S·阿亚斯瓦米、R·M·克莱弗.《相对于重力矢量任意定向的有限矩形槽中的自然对流》[c].国际传热传质杂志（英语：International Journal of Heat and Mass Transfer）.17.2 (1974): 173–184.
- J·W·拜什、P·S·阿亚斯瓦米、K·R·福斯特.《血管组织中的热传输机制：模型比较》[d].生物力学工程学报.108.4 (1986): 324–331.
- 邱青青、保罗·杜切恩、P·S·阿亚斯瓦米.《在旋转生物反应器中制作、鉴定和评估用作三维骨组织形成微载体的生物陶瓷空心微球》[e].生物材料（英语：Biomaterials (journal)）.20.11 (1999): 989–1001.

专利
- 保罗·杜切恩、P·S·阿亚斯瓦米、邱青青. "Bioactive, degradable composite for tissue engineering （页面存档备份，存于）." U.S. Patent No. 6,328,990. 2001-12-11.
- 雷丁·S、杜切恩·P、法莱兹·S、P·S·阿亚斯瓦米. "Hollow bone mineral-like calcium phosphate particles （页面存档备份，存于）." U.S. Patent No. 6,416,774. Dec. 11, 2001.

## 脚注
1. ↑  《Transport phenomena with drops and bubbles》
2. ↑  《Capillary flow in triangular grooves》
3. ↑  《Natural convection flow in a finite, rectangular slot arbitrarily oriented with respect to the gravity vector》
4. ↑  《Heat transport mechanisms in vascular tissues: a model comparison》
5. ↑  《Fabrication, characterization and evaluation of bioceramic hollow microspheres used as microcarriers for 3-D bone tissue formation in rotating bioreactors》